# Eutachycines ceylonica
Eutachycines ceylonica is een rechtvleugelig insect uit de familie grottensprinkhanen (Rhaphidophoridae). De wetenschappelijke naam van deze soort is voor het eerst geldig gepubliceerd in 1916 door Lucien Chopard.